# Cleora bigladiata
Cleora bigladiata är en fjärilsart som beskrevs av Fletcher 1953. Cleora bigladiata ingår i släktet Cleora och familjen mätare. Inga underarter finns listade i Catalogue of Life.